# Cerapteryx
Cerapteryx is een geslacht van nachtvlinders uit de familie Noctuidae.

## Soorten
- Cerapteryx albiceps Hampson, 1894
- Cerapteryx conspecta Wileman, 1914
- Cerapteryx fumosa Draudt, 1950
- Cerapteryx graminis (Linnaeus, 1758) - bonte grasui
- Cerapteryx megala Alphéraky, 1882